# Черчел, Флорина

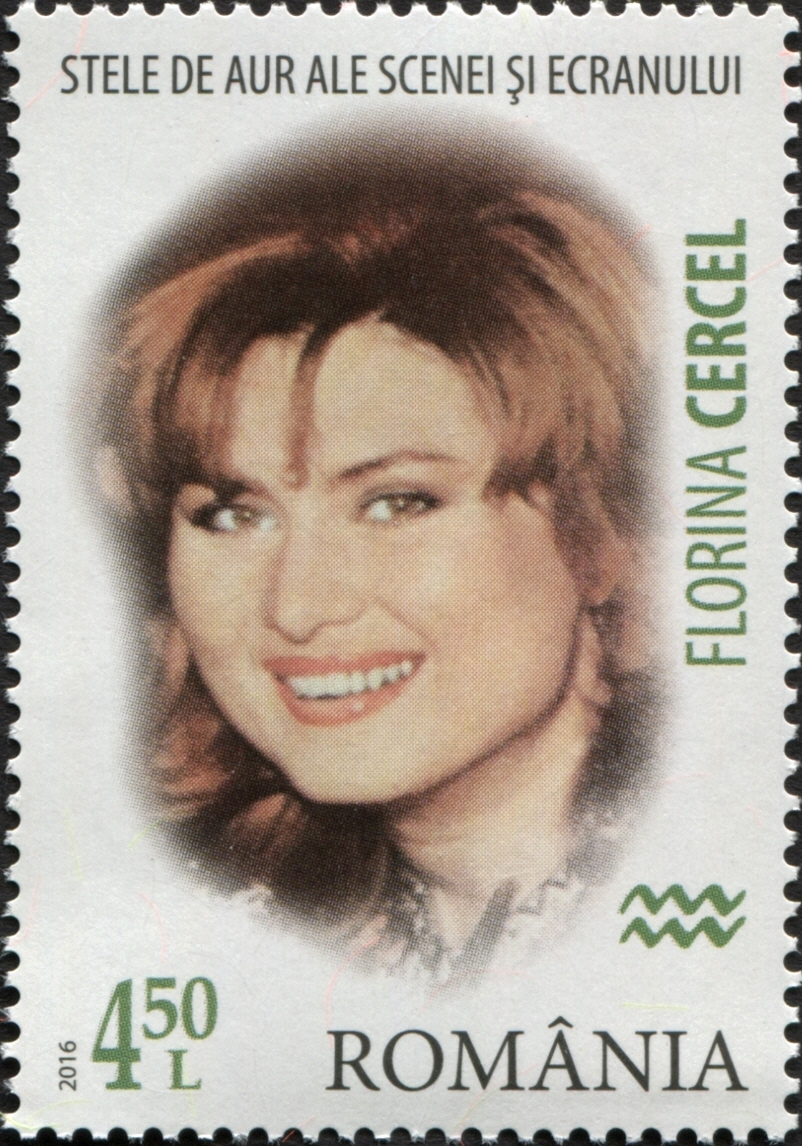
Флорина Черчел на почтовой марке Румынии 2016 г.

Флори́на Черче́л (рум. Florina Cercel; 28 января 1943, Пьятра-Нямц, Румыния — 30 июля 2019, Бухарест) — румынская актриса театра и кино.

## Биография
В 1964 году окончила актёрский факультет Института театра и кино «И. Л. Караджале». В том же году дебютировала на театральной сцене.
Играла на сценах Государственного драматического театра в Галаце (1964—1965), Национального театра в Тимишоара (1965—1973) и с 1972 года — Бухарестского Национальногом театра.
Исполняла роли в пьесах румынских и зарубежных драматургов (Васса Железнова в одноименной пьесе Максима Горького, «Ревизор» Гоголя, «Собачье сердце» Булгакова, «Смерть коммивояжёра» А. Миллера, Гюго, Д. Попеску, М. Вишнека и других).
Снималась в кино с 1970 года. За более чем 45-летнюю карьеру на национальной сцене сыграла более 100 ролей в театральных спектаклях, 30 кинофильмах, телефильмах и сериалах.
Умерла от рака лёгкого. Похоронена с воинскими почестями на кладбище Беллу.

## Избранная фильмография
- Fratii (1970)
- Prin cenuşa imperiului (1976)
- Premiera (1976)
- Toate pînzele sus (телесериал, 1977)
- Marele singuratic (1977)
- Iarna bobocilor (1977)
- Eu, tu, şi… Ovidiu (1978)
- Braţele Afroditei (1978)
- Ecaterina Teodoroiu (1978) — Gazda
- Iancu Jianu, zapciul (1980)
- Dumbrava minunată (1980)
- Burebista (1980)
- Bietul Ioanide (1980)
- Femeia din Ursa Mare (1982)
- Caruta cu mere (1983)
- Bocet vesel (1984)
- Vară sentimentală (1986)
- Din prea multa dragoste (1986)
- Trenul din zori nu mai opreste aici (ТВ, 1994)
- Crucea de piatră (1994)
- Ultima halta in Paradis (ТВ, 2002)
- Les percutés / Ţăcăniţii (2002)
- Ambasadori, căutam Patrie (2003)
- The Half Life of Timofey Berezin (2006) r
- O soacra de cosmar (2006)
- Niciodata nu e prea tarziu (2006)
- Inima de tigan (2007)
- Regina (2008)
- Aniela (2009)
- Poveste imorală

Автор книги «Истории любви звезд» («Истории любви звёзд»).

## Награды
- Кавалер ордена «За верную службу» (2002)[3].
- Премия UNITER (1990).
- Премия Министерства культуры Румынии за лучшую женскую роль 2002 года.
- Звезда на Аллее Славы в Бухаресте (2016).

## Память
- В 2014 году почта Румынии выпустила марку с её изображением.